# 个人纳税识别号码
个人纳税识别号码（英語：Individual Taxpayer Identification Number，缩写为 ）是由美国国家税务局发布的美国税务处理号码。它是一个首位为数字9的九位数，且它的第四位和第五位数字也称为第二分区（英語：second section，xxx-xx-xxxx），其范围在70到88、90到92和94到99之间。